# Jaktraket

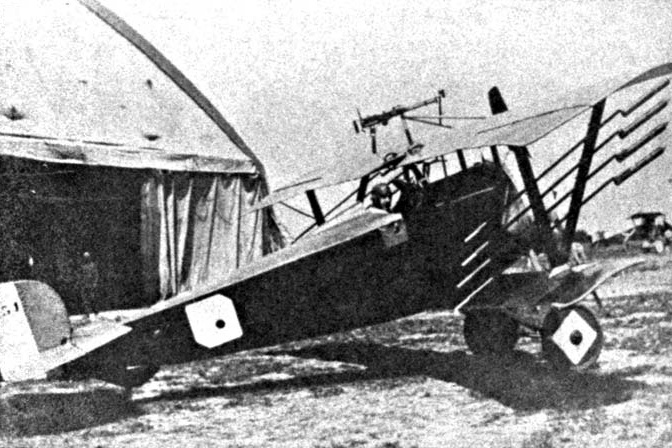
En fransk Nieuport beväpnad med åtta Le Prieur-raketer. En av de första jaktraketer som användes.

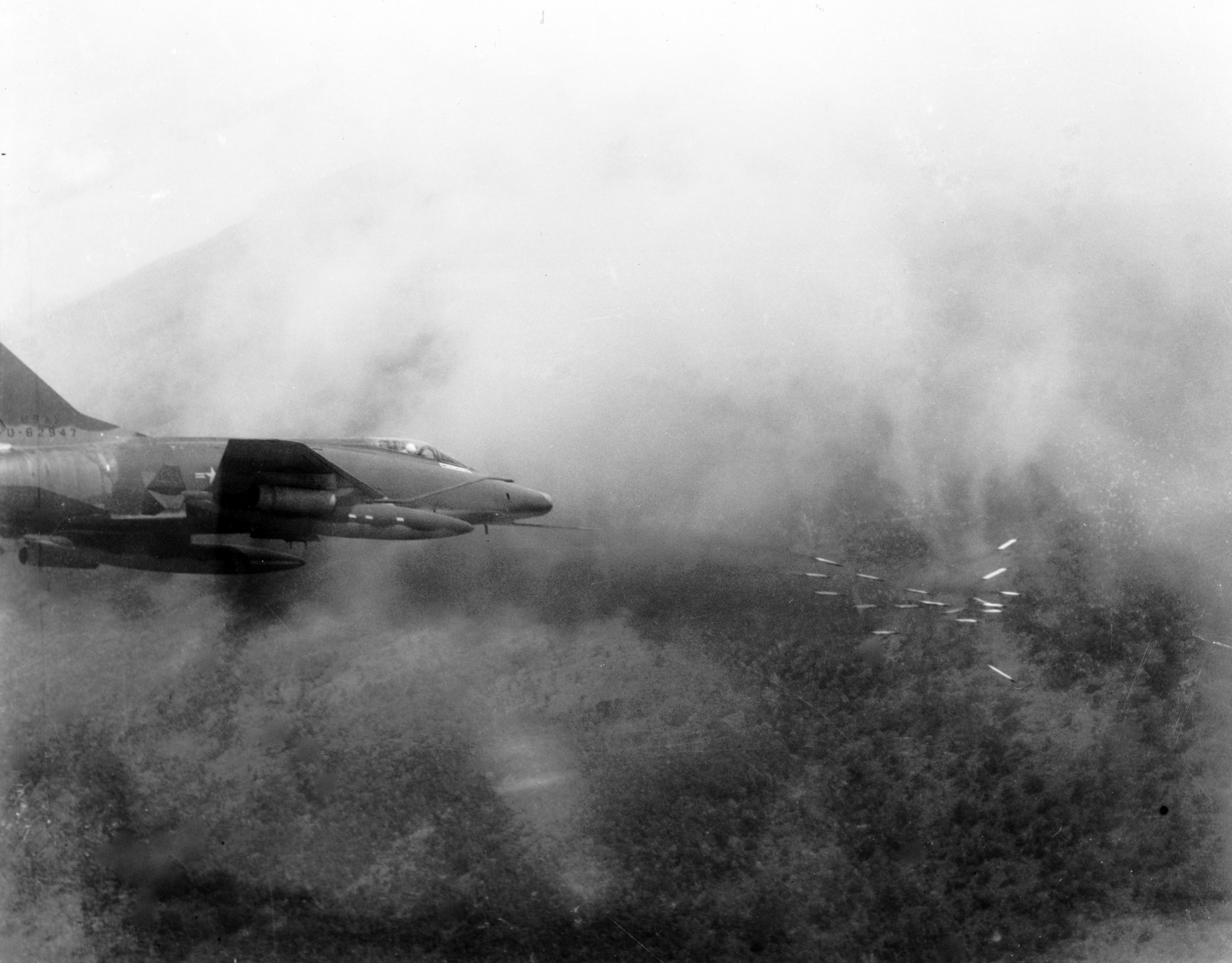
En F-100 Super Sabre avfyrar en salva om arton FFAR-raketer. Den stora spridningen är klart märkbar.

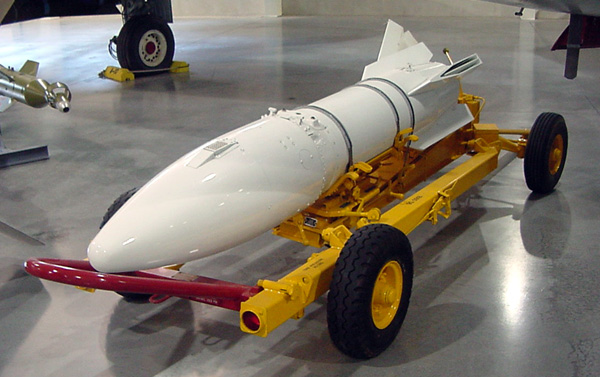
En AIR-2 Genie.

En jaktraket, kort jrak, är ett raketvapen avsett att avfyras från flygfarkoster som till exempel jaktflygplan eller stridshelikoptrar mot fientliga flygfarkoster. Till skillnad från jaktrobotar har jaktraketer ingen styrförmåga utan riktas mot målet innan avfyring. För att kompensera för den låga träffsannolikheten avfyras flera raketer i en salva.

## Historia

### Första världskriget
Under första världskriget användes raketer i liten skala för att anfalla stora och långsamma mål som luftskepp och observationsballonger. Dessa vapen var nästan lika farliga för det avfyrande flygplanet eftersom raketflamman lätt kunde antända dåtidens flygplan som var byggda av trä och duk. De ersattes snabbt av brandprojektiler till kulsprutor.

### Andra världskriget
Under senare hälften av andra världskriget drabbades Tyskland hårt av de allierades bombningar. Tunga bombplan som flyg på hög höjd visade sig vara svåra för jaktflygplan att slå ut. Tungt beväpnade jaktflygplan som Fw 190 hade svårt att operera på samma höjd som de amerikanska bombflygplanen, och lättare jaktflygplan som Bf 109 hade med sin begränsade eldkraft svårt att åsamka bombflygplanen tillräckliga skador för att slå ut dem. För att lösa problemet utvecklades jaktraketen R4M och den tyngre Werfergranate 21. Trots att R4M bara vägde 4 kg var en träff tillräcklig för att förstöra ett tungt bombflygplan.

### Kalla kriget
När andra världskriget slutade började det kalla kriget mellan USA och Sovjetunionen. Sovjetiska bombflygplan av typen Tupolev Tu-4 beväpnade med kärnvapen kunde nå mål i USA. För att ge sina jaktflygplan tillräcklig eldkraft för att slå ut Tu-4:or utvecklade även USA jaktraketer. Dessa raketer kallades Folding-Fin Aerial Rockets (FFAR). Namnet var avsiktligt valt för att bygga vidare på den serie av Forward Firing Aircraft Rockets som använts mot markmål under andra världskriget. FFAR blev huvudbeväpning på jaktflygplan som F-86D, F-89 och F-94 och även F-102 hade jaktraketer för att komplettera sina jaktrobotar. Även Storbritannien och Frankrike utvecklade 68 mm SNEB-raketer som användes bland annat på English Electric Lightning.

### Kärnvapen
FFAR led dock av dålig precision och behövde avfyras i svärmar för att ha rimlig chans att få in en träff på längre håll. Det ledde till att FFAR började ersättas av jaktrobotar. Dock skulle USA utveckla ytterligare en jaktraket: AIR-2 Genie. Med sina 370 kg och knappa tre meter var den betydligt större än tidigare jaktraketer, och dessutom hade den en kärnladdning på 1,5 kiloton. Tack vare kärnladdningen var en enda raket tillräcklig för att slå ut en hel armada med bombflygplan.